# Canicross
 (août 2014).
 (octobre 2016).
Si vous disposez d'ouvrages ou d'articles de référence ou si vous connaissez des sites web de qualité traitant du thème abordé ici, merci de compléter l'article en donnant les références utiles à sa vérifiabilité et en les liant à la section « Notes et références ».
 (décembre 2022).
Le canicross (ou cani-cross ou canicourse) est un sport athlétique qui associe un coureur à pied et un chien, reliés entre eux pour effectuer le même effort physique.
Il a pour origine une idée développée par un vétérinaire lyonnais à la fin des années 1980, Gilles Pernoud, et s'inspire du ski joëring pratiqué dans les pays nordiques. Il est progressivement devenu un sport à part entière qui peut être pratiqué comme un simple loisir ou en compétition. Il attire de plus en plus d'athlètes pratiquant déjà la course à pied[réf. nécessaire] ou encore des cyclistes et triathlètes. En 2024, la Fédération Française des Sports et Loisirs Canins compte 5100 licenciés et 202 clubs répartis sur la France métropolitaine et les DOM/TOM, sans compter les licences à la journée dont le nombre est aussi important[réf. souhaitée].
Le canicross permet d’avoir une bonne hygiène de vie, il apporte de meilleures conditions de vie aux chiens comme au coureur, et permet de développer l’esprit d’équipe. Ce sport permet de mincir, de se muscler, d’améliorer la capacité respiratoire, de créer une complicité avec le chien et d'évacuer le stress.

## Matériel
Le matériel réglementaire assure le confort du maître et celui du chien, et est constitué de trois éléments :
- le harnais pour chien qui permet au chien d'utiliser tout le poids de son corps dans la traction, sans que sa respiration ne soit gênée ;
- la ligne de trait amortie qui relie le chien à son maître via un élastique amortissant les chocs. Sa longueur est de 2 mètres pour le canicross et la cani-marche et de 2,50 mètres pour le cani-VTT lorsqu'elle est tendue ;
- la ceinture ou le baudrier « spécial canicross » du maître qui permet d'attacher la ligne de trait.

Pour le confort et la santé du chien, les colliers semi-étrangleurs, étrangleurs et/ou à pointes sont interdits.
Quel que soit l'équipement utilisé, le chien doit toujours être tenu à l'attache, sauf dans certaines zones dites « free-dog », où le chien peut être lâché. Les zones dites « free-dog » sont définies par un panneau de début et de fin, et sont en général des zones dangereuses ou peu praticables.
Pour pratiquer en compétition, le matériel doit respecter les règlements des différentes fédérations.

## Discipline
La discipline sportive est ouverte à tous (personnes licenciées ou non) et aux chiens de toutes tailles et de toutes races (LOF ou non).

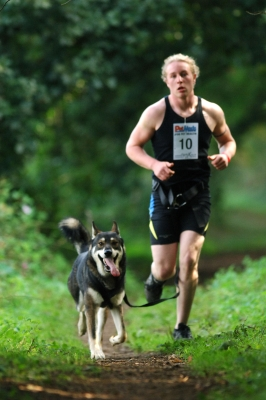

De nombreux clubs proposent des entraînements en loisir. La discipline peut se pratiquer en toute saison ; sur neige, cela s'appelle un canicross blanc.
Pour participer à une compétition de canicross il est important d’avoir un chien un minimum éduqué et sociable pour ne mettre aucun chien en danger. Pour que le canicross soit agréable, il faut faire des pauses pour laisser le chien se reposer mais aussi qu’il réponde à certains ordres de base comme, par exemple, les directions et les différentes variations d’allure.

### En compétition
Un contrôle vétérinaire a lieu le jour de l’épreuve (vaccins contre la rage, la leptospirose, le CHP et la toux du chenil (Bb+Pi) obligatoires, tatouage ou puce électronique sous-cutanée (RFID), bon état de santé, chaleurs, etc.).
Aucun niveau minimum n'est requis pour le maître. Le parcours varie de 1,5  à   9 km selon les conditions météorologiques, le type de parcours, la catégorie et le pays ou le type de compétition.
Pendant la course, le chien doit être en permanence devant le coureur, la limite maximale autorisée pour le coureur étant la hauteur des épaules de l’animal. Il est interdit de tirer le chien sauf pour le remettre dans le sens de la course
Les compétitions organisées par la Fédération Française des sports et loisirs canins (FFSLC) prévoient plusieurs catégories qui s’adaptent à l’âge et donc aux capacités des coureurs :
- Baby pour les enfants jusqu'à 6 ans qui ne courent généralement pas plus de 50 à 100 m, en double longe avec un adulte ;
- Enfants 1 (« CF(H)E1 ») pour les enfants de 7 à 10 ans qui courent 1 km au maximum, aussi en double longe avec un adulte ;
- Enfants 2 (« CF(H)E2 ») pour les enfants de 11 à 14 ans qui courent 2 km au maximum ;
- Junior (« CF(H)J ») pour les adolescents de 15 à 18 ans ;
- Senior (« CF(H)S ») pour les adultes de 19 à 39 ans ;
- Vétéran 1 (« CF(H)V1 ») pour les adultes de 40 à 49 ans ;
- Vétéran 2 (« CF(H)V2 ») pour les adultes de 50 à 59 ans ;
- Vétéran 3 (« CF(H)V3 ») pour les adultes de 60 ans et plus.

Ces cinq dernières catégories ne courent généralement pas plus de 9 km.

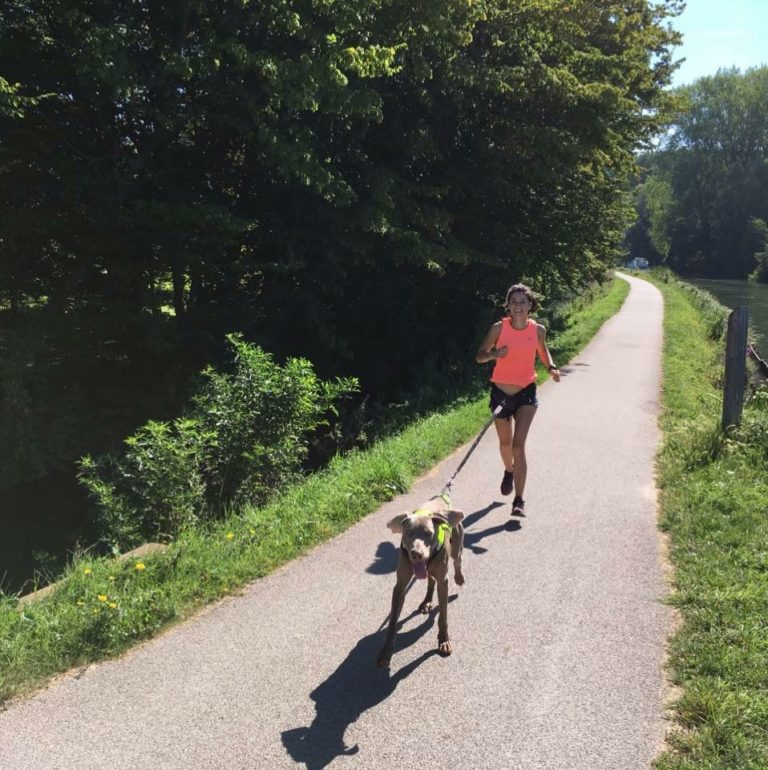
Pratique du Canicross

### Canitrail
Une variante du Canicross existe également en trail : le trail, ou course nature, est un sport de course à pied sur longue distance en milieu naturel, généralement sur des chemins de terre et des sentiers de randonnée en plaine, en forêt ou en montagne.
En canitrail, les distances sont moins longues que pour le trail normal (10 km au minimum pour un maximum de 20 km), mais le dénivelé est souvent important. L'âge pour les chiens est de 24 mois minimum pour pouvoir participer.

## Institutions
L'une des épreuves phares de cette discipline à l'échelle mondiale est le Trophée des Montagnes, organisé par la Fédération Française des sports et loisirs canins (FFSLC). Il se déroule chaque mois d'août dans les Alpes françaises et voit la participation des meilleurs coureurs européens et de concurrents d'autres continents (Amérique du Nord et du Sud).

### En France
Depuis l'année 2023, la représentation nationale est assurée par la Fédération Française des Sports et Loisirs Canins (FFSLC). 
Elle est la fédération délégataire du sport monochien de référence en France mais également en Europe, par le nombre de ses adhérents, plusieurs milliers, de ses clubs et de ses épreuves. 
La FFLSC est seule Férération autorisée à organiser les championnats de France, sélectionner les équipes de France, reconnaître les titres de Champions d'Europe ou du Monde acquis lors des épreuves internationales organisées par sa fédération de tutelle, l'International Canicross Federation (ICF) et d'élaborer les règlements nationaux qui régissent les disciplines du périmètre de sa délégation.
Elle est la fédération délégataire du sport monochien de référence en France mais également en Europe, par le nombre de ses adhérents, plusieurs milliers, de ses clubs et de ses épreuves. Son existence, via la Fédération athlétique canine (FAC) a été fondée par des membres de la FFCC. Considérant sa très proche proximité avec la course à pied, une coopération active se met en place lors de trails. Elle possède une structure administrative et technique très active. La FFSLC propose également un classement annuel, les Chiens d'or, récapitulant les performances sur les cinq meilleures courses de l'année du binôme coureur-chien. En 2022, la FFSLC a reçu un agrément ainsi qu'une délégation ministérielle ainsi et peut organiser les championnats de France.
L'organisation du Championnat de France annuel regroupe la quasi-totalité des meilleurs athlètes français, les titres délivrés représentent la valeur réelle du sport monochien en France. En 2023 le trophée fédéral se transforme en Championnat de France à la suite de la délégation ministérielle de la FFSLC. La Fédération est à l'origine du développement très important de ce sport en France, elle organise une centaine d'épreuves par an et regroupe 170 clubs en octobre 2022.
On peut aussi pratiquer le canicross via les clubs de la Commission Nationale Education et Activités Cynophiles (CNEAC) de la Société Centrale Canine (SCC), qui propose un trophée annuel mais aussi via la Fédération Française des Sports de Traîneau (FFST), cependant cette fédération n'est titulaire que d'un agrément ministériel pour les disciplines de ski joëring et pulka, canicross, cani-VTT et autres.
Le trophée fédéral FSLC 2025 a eu lieu à Cournon d'Auvergne du samedi 14 au dimanche 15 juin 2025.

### Ailleurs dans le monde
En Belgique, la discipline est organisée par la Fédération de canicross belge (FCB-BCF), présidée par Jan-Willem Verloigne .
L'IFSS, fédération internationale de tutelle de la FFST, présente dans 37 pays à travers le monde, a dans pratiquement tous ces pays des organisations ou des sections dédiées aux disciplines monochien.